# Daria Ievtoukhova
Daria Aleksandrovna Ievtoukhova (en russe : Дарья Александровна Евтухова) (née Pissarenko le 22 avril 1991 à Toula) est une ancienne joueuse russe de volley-ball. Elle mesure 1,91 m et jouait au poste de réceptionneuse-attaquante. 

## Clubs
| Club                | De        | À         |
| ------------------- | --------- | --------- |
| VK Toulitsa Toula   |           | 2006-2007 |
| Fakel Novy Ourengoï | 2008-2009 | 2013-2014 |
| Ouralotchka NTMK    | 2014-2015 | 2015-2016 |

## Palmarès

### Équipe nationale
- Championnat d'Europe des moins de 20 ans
  - Finaliste : 2008.

### Clubs
- Challenge Cup
  - Finaliste : 2015.
- Championnat de Russie
  - Finaliste : 2016.